# میگ-۱۰۵
میگ-۱۰۵ (به روسی: МиГ-105) یک هواپیمای ساختِ کارخانهٔ میگ در کشور اتحاد جماهیر سوسیالیستی شوروی است. نخستین استفاده‌کنندهٔ این هواپیما نیروی هوایی شوروی بوده‌است. این هواپیما برای نخستین بار در ۱۹۷۶ میلادی مورد استفاده قرار گرفت.